# 经济基础和上层建筑

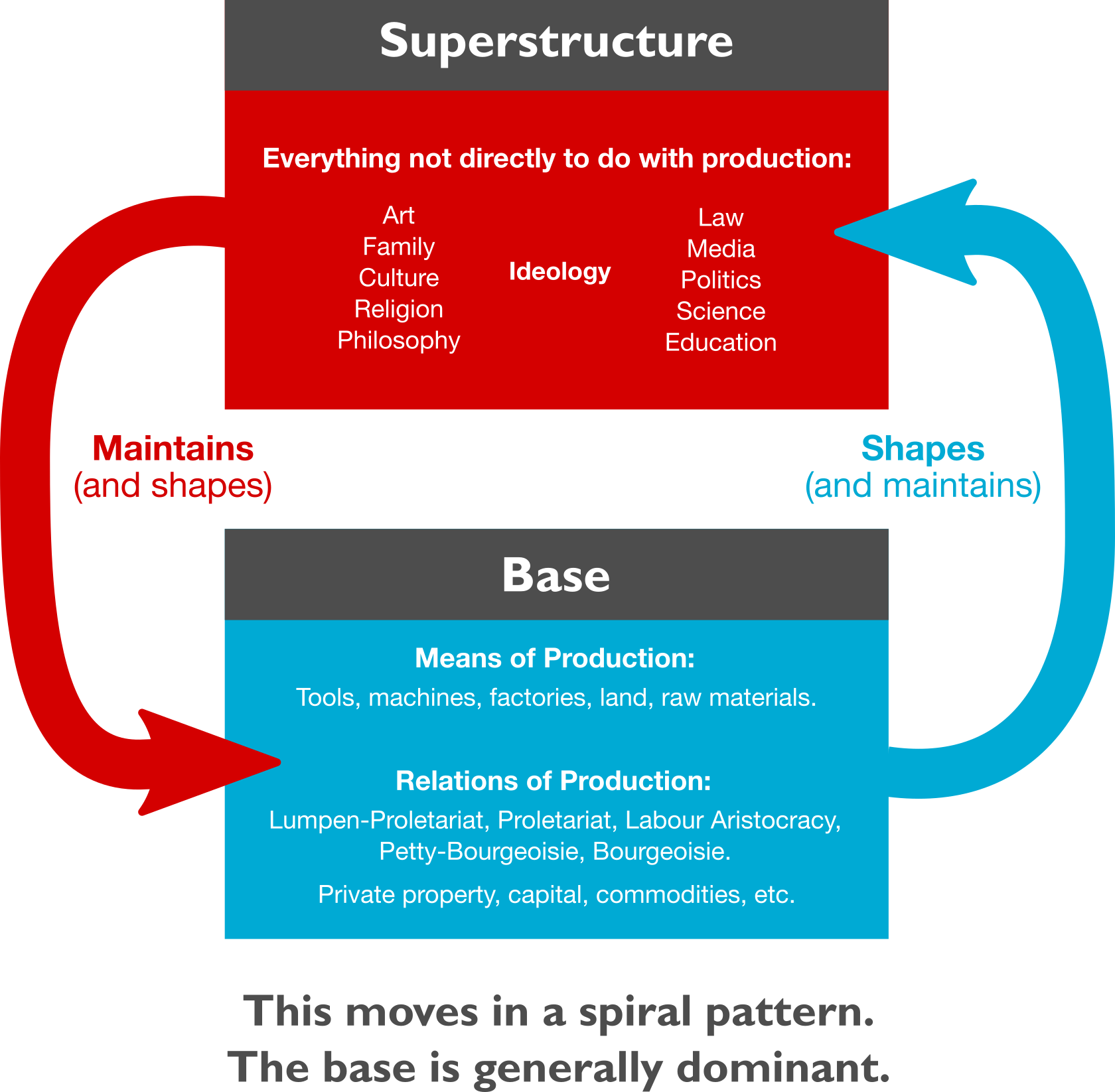
描述马克思主义中经济基础与上层建筑的图表

在马克思主义的理论框架中，人类社会由两部分构成，其一称为经济基礎（英語：base），其二称为上層建築（英語：superstructure）。经济基础被认为指代社会的生产方式，或被认为仅指代生产关系。上层建筑指的是社会中与生产没有直接关系的其他关系和思想，包括文化、制度、政治权力结构、社会角色、仪式、宗教、媒体、国家。经济基础并非单向的决定了上层建筑，上层建筑也能够影响经济基础，但经济基础在社会中占主导地位。

## 模型及限定条件
马克思的理论发展自亞歷西斯·托克維爾的观察，他将托克维尔观察中的市民社会称为经济基础，而政治社会称为上层建筑。1859年，马克思在《政治经济学批判》的序言中阐释了经济基础与上层基础概念中的要点：
人们在自己生活的社会生产中发生一定的、必然的、不以他们的意志为转移的关系，即同他们的物质生产力的一定发展阶段相适合的生产关系。这些生产关系的总和构成社会的经济结构，即有法律的和政治的上层建筑竖立其上并有一定的社会意识形式与之相适应的现实基础。物质生活的生产方式制约着整个社会生活、政治生活和精神生活的过程。不是人们的意识决定人们的存在，相反，是人们的社会存在决定人们的意识。社会的物质生产力发展到一定阶段，便同它们一直在其中运动的现存生产关系或财产关系（这只是生产关系的法律用语）发生矛盾。于是这些关系便由生产力的发展形式变成生产力的桎梏。那时社会革命的时代就到来了。随着经济基础的变更，全部庞大的上层建筑也或慢或快地发生变革。在考察这些变革时，必须时刻把下面两者区别开来：一种是生产的经济条件方面所发生的物质的、可以用自然科学的精确性指明的变革，一种是人们借以意识到这个冲突並力求把它克服的那些法律的、政治的、宗教的、艺术的或哲学的，简言之，意识形态的形式。我们判断一个人不能以他对自己的看法为根据，同样，我们判断这样一个变革时代也不能以它的意识为根据；相反，这个意识必须从物质生活的矛盾中，从社会生产力和生产关系之间的现存冲突中去解释。
然而，马克思的“基础决定上层建筑”公理有其限定条件：
1. 这句话中的“经济基础”指的是所有“现实生活的生产和再生产”，而不单指某一个具体的经济要素，比如说工人阶级。
2. 从历史上看，上层建筑在社会不同活动中的变化和发展是不平衡的；例如，艺术、政治、经济的发展速度可能并不相同。
3. 经济基础与上层建筑之间关系是相互的；恩格斯解释说，现实生活的生产和再生产只在“归根到底”的情况下才是历史过程的决定性因素[5]。

## 应用及修正
马克思关于经济基础和上层建筑的模型亦可以在马克思主义学者利用的政治学、社会学、人类学和心理学等学科的理论中找到。在这些学科中，经济基础与上层建筑的关系，乃至二者指代的东西都可能与马克思最初的叙述不同。

### 马克斯·韦伯
早期的社会学家马克斯·韦伯更倾向于結構主義，而非基于经济基础和上层建筑的模型，他认为经济基础与上层建筑在逻辑学上是平等的存在，经济理性和规范性思想分别管制着社会。在总结他的东埃尔比亚研究的结果时，他指出，与“我们已经习惯的”经济基础和上层建筑模型相反，两者之间存在着相互之间对等的关系。

### 安东尼奥·葛兰西
意大利哲学家安东尼奥·葛兰西又进一步将马克思的上层结构分为了两部分，其一被他称作政治社会，其二被他称为公民社会。政治社会包括社会的各类组织团体（如警察、军队），而公民社会指的是有助于文化霸權创造共识的要素（如媒体和教育系统）。这两个组成部分仍受到经济基础价值观的影响，并致力于在社会中建立并执行这些价值观相关的事物。

### 弗洛伊德马克思主义与性经济学
弗洛伊德马克思主义者威廉·赖希的理论被称为“性经济学”，主要尝试解释1929年至1933年全球经济危机期间发生的，被认为是经济基础与上层建筑之间分歧的一系列事件。赖希将社会意识形态重新归入经济基础中：就像经济基础中的经济体系会延续自身一样，在这套新的体系中社会意识形态和社会心理学也会通过物质延续自身。赖希借此关注父权制家庭体制中性壓抑的作用，以进一步理解一个社会中如何出现大规模支持法西斯主义的思潮。